# Pustelnik (Sokołów)
Pour les articles homonymes, voir Pustelnik.
Pustelnik [pusˈtɛlnik] est un village polonais de la gmina de Ceranów dans le powiat de Sokołów et dans la voïvodie de Mazovie, au centre-est de la Pologne.
Il est situé à environ 3 kilomètres au nord-est de Ceranów, 27 kilomètres au nord de Sokołów Podlaski et à 98 kilomètres au nord-est de Varsovie.